# Gonioscelis
Gonioscelis är ett släkte av tvåvingar. Gonioscelis ingår i familjen rovflugor.

## Dottertaxa tillGonioscelis, i alfabetisk ordning[1]
- Gonioscelis amnoni
- Gonioscelis batyleon
- Gonioscelis bykanistes
- Gonioscelis ceresae
- Gonioscelis chloris
- Gonioscelis congoensis
- Gonioscelis cuthbertsoni
- Gonioscelis engeli
- Gonioscelis exouros
- Gonioscelis feijeni
- Gonioscelis francoisi
- Gonioscelis genitalis
- Gonioscelis hadrocantha
- Gonioscelis haemorhous
- Gonioscelis hispidus
- Gonioscelis iota
- Gonioscelis kedros
- Gonioscelis lacertosus
- Gonioscelis longulus
- Gonioscelis macquartii
- Gonioscelis maculiventris
- Gonioscelis mantis
- Gonioscelis melas
- Gonioscelis nigripennis
- Gonioscelis occipitalis
- Gonioscelis phacopterus
- Gonioscelis pickeri
- Gonioscelis pruinosus
- Gonioscelis punctipennis
- Gonioscelis ramphis
- Gonioscelis scapularis
- Gonioscelis submaculatus
- Gonioscelis tomentosus
- Gonioscelis truncatus
- Gonioscelis ventralis
- Gonioscelis whittingtoni
- Gonioscelis xanthochaites
- Gonioscelis zulu